# بازار فرش
بازار فرش؛ نام بازاری تاریخی مربوط به دورهٔ قاجار است و در شهرستان مشهد، شهر مشهد، خیابان شهید اندرزگو، کوچهٔ بازار بزرگ واقع شده و این اثر در تاریخ ۶ مهر ۱۳۸۴ با شمارهٔ ثبت ۱۳۴۹۹ به‌عنوان یکی از آثار ملی ایران به ثبت رسیده‌است.